# Col. Theodore Roosevelt and Officers of His Staff
Col. Theodore Roosevelt and Officers of His Staff è un cortometraggio muto del 1898. Non viene riportato il nome né di un cine operatore né quello di un regista.
Nel filmato, appare il tenente colonnello Theodore Roosevelt, futuro presidente degli Stati Uniti, insieme a John Campbell Greenway, uno degli appartenenti al reggimento di volontari Rough Riders che, sotto il comando di Roosevelt, vinsero una delle battaglie più note della guerra ispano-americana, quella di San Juan Hill.

## Produzione
Il cortometraggio fu prodotto dall'American Mutoscope Company. Venne girato a Long Island, a Camp Wikoff, Montauk Point.

## Distribuzione
Distribuito dall'American Mutoscope Company nelle news, uscì nelle sale cinematografiche statunitensi nel settembre 1898.